# Italservice Calcio a 5 2019-2020
La voce raccoglie i dati riguardanti l''Italservice Calcio a 5, squadra di calcio a 5 militante in serie A, nelle competizioni ufficiali del 2019-2020.

## Trasferimenti

### Sessione estiva
| Marcus Gava       | Peñíscola         |
| Diego Carducci    | Porto San Giorgio |
| Júlio De Oliveira | Pescara           |

| Ricardo Caputo | Spalato |
| Mancuso        | Xota    |
| Mateus Garcia  | Mantova |
| Elenilson      | ACEL    |

### Sessione invernale
| Jefferson | Napoli |

| Partenze | Partenze | Partenze | Partenze |
| Nome     | a        |          |          |
| -------- | -------- | -------- | -------- |

## Prima squadra
| N° | Naz.                 | Ruolo | Sportivo             | Anno       |  |  |
| -- | -------------------- | ----- | -------------------- | ---------- |  |  |
| 1  | Italia (bandiera)    | POR   | Michele Miarelli     | 29.04.1984 |  |  |
| 2  | Italia (bandiera)    | LAT   | Diego Carducci       | 20.10.1996 |  |  |
| 4  | Italia (bandiera)    | POR   | Paolo Del Grosso     | 28.06.1985 |  |  |
| 5  | Brasile (bandiera)   | DIF   | Felipe Tonidandel    | 21.05.1990 |  |  |
| 7  | Italia (bandiera)    | LAT   | Giuliano Fortini     | 08.09.1996 |  |  |
| 8  | Paraguay (bandiera)  | LAT   | Javier Adolfo Salas  | 22.09.1993 |  |  |
| 9  | Italia (bandiera)    | UNI   | Humberto Honorio     | 21.07.1983 |  |  |
| 10 | Argentina (bandiera) | LAT   | Cristian Borruto     | 07.05.1987 |  |  |
| 11 | Italia (bandiera)    | UNI   | Mauro Canal          | 25.06.1986 |  |  |
| 12 | Italia (bandiera)    | POR   | Jacopo Dionisi       | 28.10.1991 |  |  |
| 12 | Brasile (bandiera)   | DIF   | Marcus Gava          | 02.01.1991 |  |  |
| 14 | Argentina (bandiera) | DIF   | Pablo Taborda        | 03.09.1986 |  |  |
| 18 | Italia (bandiera)    | PIV   | Júlio De Oliveira    | 08.06.1991 |  |  |
| 19 | Italia (bandiera)    | PIV   | Marcelinho           | 05.08.1989 |  |  |
| 20 | Marocco (bandiera)   | POR   | You Nouss Guennounna | 03.06.1991 |  |  |
| 23 | Brasile (bandiera)   | DIF   | Jefferson            | 02.07.1989 |  |  |

## Under-19
| N° | Naz.               | Ruolo | Sportivo            | Anno       |  |  |
| -- | ------------------ | ----- | ------------------- | ---------- |  |  |
| 3  | Italia (bandiera)  | LAT   | Tommaso Del Pivo    | 28.12.2003 |  |  |
| 14 | Albania (bandiera) | LAT   | Endri Zalli         | 12.07.2001 |  |  |
| 21 | Italia (bandiera)  | LAT   | Nicolas Palazzesi   | 27.08.2003 |  |  |
| 21 | Italia (bandiera)  | LAT   | Daniele Galli       | --.--.---- |  |  |
| 21 | Italia (bandiera)  | LAT   | Andrea Ciappici     | 16.05.2003 |  |  |
| 21 | Italia (bandiera)  | LAT   | Marco Borea         | 29.07.2000 |  |  |
| 22 | Italia (bandiera)  | LAT   | Leonardo D'Ambrosio | --.--.---- |  |  |
| 22 | Italia (bandiera)  | LAT   | Mattia Perugini     | --.--.---- |  |  |